# Набакеві
Набакеві (груз. ნაბაკევი) — село в Грузії.
За даними перепису населення 2014 року в селі проживає 423 особи.